# Serviciu public

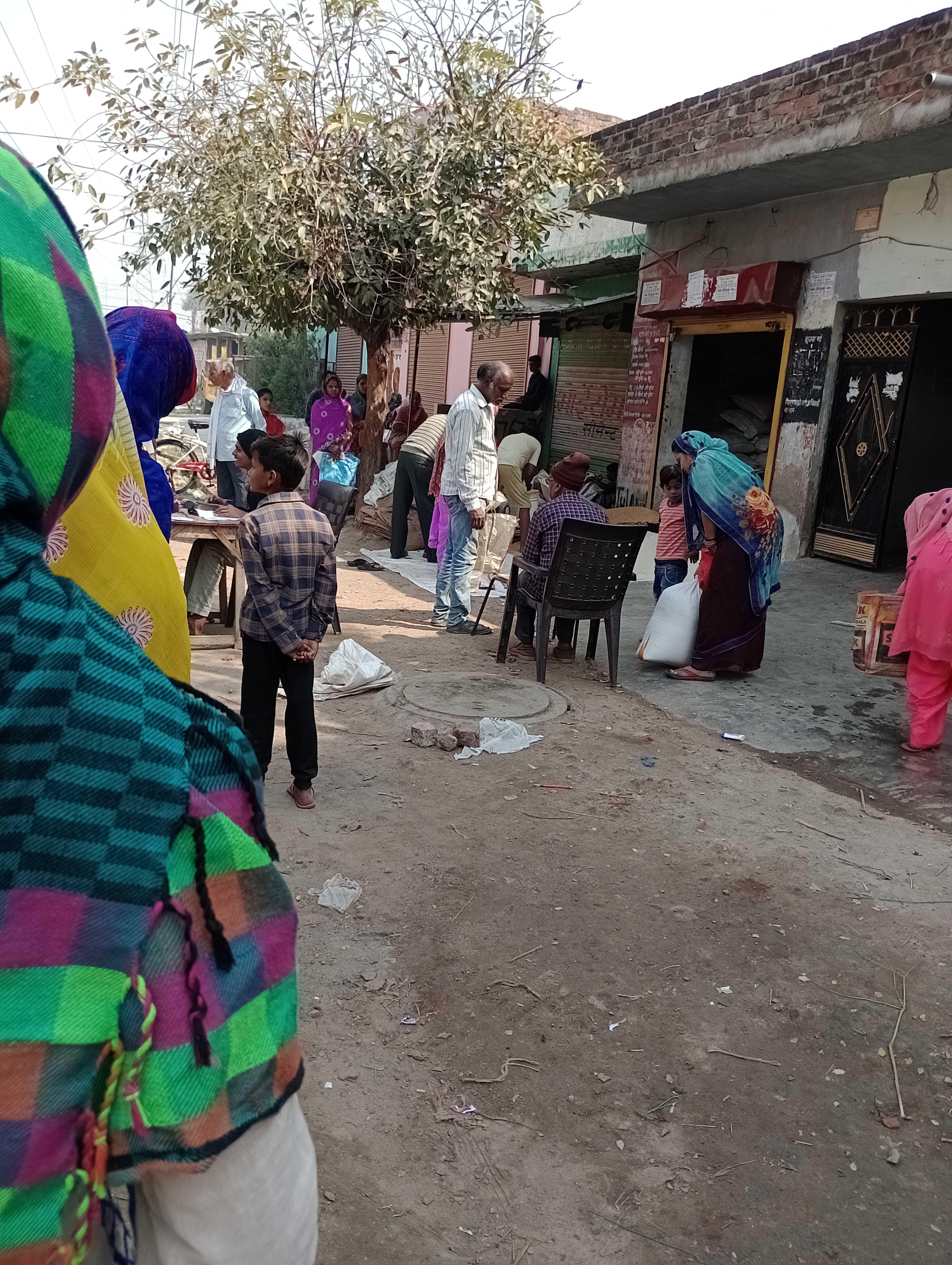
un magazin guvernamental care vinde gratuit rația indienilor

Un serviciu public este un serviciu destinat să deservească toți membrii unei comunități. Serviciile publice sunt servicii furnizate de un guvern persoanelor care trăiesc în jurisdicția sa, fie direct prin agenții din sectorul public, fie prin finanțarea furnizării de servicii de către întreprinderi private sau organizații de voluntariat (sau chiar de către gospodăriile familiale, deși terminologia poate diferi în funcție de context). Alte servicii publice sunt efectuate în numele rezidenților unui guvern sau în interesul cetățenilor săi. Termenul este asociat cu un consens social (de obicei exprimat prin alegeri democratice) că anumite servicii ar trebui să fie disponibile tuturor, indiferent de venit , capacitate fizică sau acuitate mentală. Exemple de astfel de servicii sunt pompierii, poliția, forțele aeriene, servicii medicale, servicii educaționale (a se vedea și serviciile publice de radiodifuziune, televiziune).
Serviciu public este o noțiune de drept administrativ și se referă la acele activități de interes general, coordonate de guvernul unui stat și disponibile tuturor cetățenilor statului respectiv.

## Sectoare
În țările dezvoltate moderne , termenul „servicii publice” (sau „servicii de interes general”) cuprind adesea:
- Instanțele judecătorești
- Bibliotecă
- Educație
- Protecția mediului
- Elaborarea politicilor publice
- Amenajarea teritorială
- Domeniul public
- Militar
- Rețea de alimentare cu apă
- Servicii medicale (Serviciu de ambulanță, salvare)
- Achiziții publice
- Utilitate publică
- Servicii sociale
- Deșeurile menajere (gestionarea lor)
- Electricitatea(furnizarea de energie electrică)
- Gazul natural (furnizarea de gaze naturale)
- Servicii de urgență din România(Jandarmeria Română, Poliția Română, Pompierii (Servicii publice profesioniste și voluntare pentru situații de urgență,SMURD)
- Protecția consumatorilor
- Serviciul poștal
- Radioul (canalele de radio) național
- Sănătatea (asistența sanitară)
- Telecomunicațiile
- Televiziunea națională
- Transportul public
- Planificare urbană
- Serviciul civil
- Aplicarea legii
- Spațiu public

## Implicații
Serviciile publice pot fi construite, coordonate și funcționează în mai multe moduri sau forme. Acestea sunt guvernamentale, institute independente finanțate de stat, organizații coordonate de guvern, administrația publică, societate civilă, militari și voluntari.
Angajații guvernamentali
Agențiile guvernamentale nu sunt orientate spre profit, iar angajații lor sunt adesea motivați diferit. Studiile asupra muncii lor au găsit rezultate neașteptate inclusiv niveluri mai ridicate de efort și mai puține ore de muncă.
În multe  țări (Franța, Germania, Ungaria, Italia, România, etc.) există activități din serviciu public care sunt clasificate. Aceste sunt cei cu funcții suverane ale statului și sunt finanțate integral din impozite:
- Apărare națională
- Justiție
- Politie, etc.